# 13.ª etapa del Tour de Francia 2024
La 13.ª etapa del Tour de Francia 2024 tuvo lugar el 12 de julio de 2024 y consistió en una etapa llana, con inicio en la ciudad de Agén y final en Pau, sobre un recorrido de 171 km. El vencedor fue el belga Jasper Philipsen del equipo Alpecin-Deceuninck, el esloveno Tadej Pogačar del UAE Team Emirates mantuvo el liderato.

## Clasificación de la etapa
| Agen - Pau | etapa llana | (165,3 km) |

| \| Clasificación de la etapa \| Clasificación de la etapa \| Clasificación de la etapa \| Clasificación de la etapa \| Clasificación de la etapa \| \| Ciclista \| Ciclista \| Equipo \| Tiempo \| \| \| ------------------------- \| ------------------------- \| -------------------------- \| ------------------------- \| ------------------------- \| \| 1.º \| Jasper Philipsen \| Alpecin-Deceuninck \| 3 h 23 min 09 s \| \| \| 2.º \| Wout van Aert \| Team Visma \\| Lease a Bike \| + 0 s \| \| \| 3.º \| Pascal Ackermann \| Israel-Premier Tech \| + 0 s \| \| \| 4.º \| Biniam Girmay \| Intermarché-Wanty \| + 0 s \| \| \| 5.º \| Nikias Arndt \| Bahrain Victorious \| + 0 s \| \| \| 6.º \| Jasper Stuyven \| Lidl-Trek \| + 0 s \| \| \| 7.º \| Clément Russo \| Groupama-FDJ \| + 0 s \| \| \| 8.º \| Bryan Coquard \| Cofidis \| + 0 s \| \| \| 9.º \| Tadej Pogačar \| UAE Team Emirates \| + 0 s \| \| \| 10.º \| Søren Wærenskjold \| Uno-X Mobility \| + 0 s \| \| |                   |                            |                 |
| |                   |                            |                 |
| Fuentes: ProCyclingStats Cycling Quotient |                   |                            |                 |
| Clasificación de la etapa |                   |                            |                 |
| Ciclista | Ciclista          | Equipo                     | Tiempo          |
| 1.º | Jasper Philipsen  | Alpecin-Deceuninck         | 3 h 23 min 09 s |
| 2.º | Wout van Aert     | Team Visma \| Lease a Bike | + 0 s           |
| 3.º | Pascal Ackermann  | Israel-Premier Tech        | + 0 s           |
| 4.º | Biniam Girmay     | Intermarché-Wanty          | + 0 s           |
| 5.º | Nikias Arndt      | Bahrain Victorious         | + 0 s           |
| 6.º | Jasper Stuyven    | Lidl-Trek                  | + 0 s           |
| 7.º | Clément Russo     | Groupama-FDJ               | + 0 s           |
| 8.º | Bryan Coquard     | Cofidis                    | + 0 s           |
| 9.º | Tadej Pogačar     | UAE Team Emirates          | + 0 s           |
| 10.º | Søren Wærenskjold | Uno-X Mobility             | + 0 s           |

## Clasificaciones al final de la etapa

### Clasificación general(Maillot Jaune)
| \| Clasificación general \| Clasificación general \| Clasificación general \| Clasificación general \| Clasificación general \| \| Ciclista \| Ciclista \| Equipo \| Tiempo \| \| \| --------------------- \| --------------------- \| -------------------------- \| --------------------- \| --------------------- \| \| 1.º \| Tadej Pogačar \| UAE Team Emirates \| 52 h 40 min 58 s \| \| \| 2.º \| Remco Evenepoel \| Soudal Quick-Step \| + 1 min 06 s \| \| \| 3.º \| Jonas Vingegaard \| Team Visma \\| Lease a Bike \| + 1 min 14 s \| \| \| 4.º \| João Almeida \| UAE Team Emirates \| + 4 min 20 s \| \| \| 5.º \| Carlos Rodríguez \| Ineos Grenadiers \| + 4 min 40 s \| \| \| 6.º \| Mikel Landa \| Soudal Quick-Step \| + 5 min 38 s \| \| \| 7.º \| Adam Yates \| UAE Team Emirates \| + 6 min 59 s \| \| \| 8.º \| Giulio Ciccone \| Lidl-Trek \| + 7 min 36 s \| \| \| 9.º \| Derek Gee \| Israel-Premier Tech \| + 7 min 54 s \| \| \| 10.º \| Matteo Jorgenson \| Team Visma \\| Lease a Bike \| + 8 min 56 s \| \| |                  |                            |                  |
| |                  |                            |                  |
| Fuentes: ProCyclingStats Cycling Quotient |                  |                            |                  |
| Clasificación general |                  |                            |                  |
| Ciclista | Ciclista         | Equipo                     | Tiempo           |
| 1.º | Tadej Pogačar    | UAE Team Emirates          | 52 h 40 min 58 s |
| 2.º | Remco Evenepoel  | Soudal Quick-Step          | + 1 min 06 s     |
| 3.º | Jonas Vingegaard | Team Visma \| Lease a Bike | + 1 min 14 s     |
| 4.º | João Almeida     | UAE Team Emirates          | + 4 min 20 s     |
| 5.º | Carlos Rodríguez | Ineos Grenadiers           | + 4 min 40 s     |
| 6.º | Mikel Landa      | Soudal Quick-Step          | + 5 min 38 s     |
| 7.º | Adam Yates       | UAE Team Emirates          | + 6 min 59 s     |
| 8.º | Giulio Ciccone   | Lidl-Trek                  | + 7 min 36 s     |
| 9.º | Derek Gee        | Israel-Premier Tech        | + 7 min 54 s     |
| 10.º | Matteo Jorgenson | Team Visma \| Lease a Bike | + 8 min 56 s     |

### Clasificación por puntos(Maillot Vert)
| Clasificación por puntos | Clasificación por puntos | Clasificación por puntos   | Clasificación por puntos | Clasificación por puntos |
| Ciclista                 | Ciclista                 | Equipo                     | Puntos                   |                          |
| ------------------------ | ------------------------ | -------------------------- | ------------------------ | ------------------------ |
| 1.º                      | Biniam Girmay            | Intermarché-Wanty          | 346 pts                  |                          |
| 2.º                      | Jasper Philipsen         | Alpecin-Deceuninck         | 271 pts                  |                          |
| 3.º                      | Anthony Turgis           | TotalEnergies              | 141 pts                  |                          |
| 4.º                      | Jonas Abrahamsen         | Uno-X Mobility             | 133 pts                  |                          |
| 5.º                      | Bryan Coquard            | Cofidis                    | 127 pts                  |                          |
| 6.º                      | Arnaud De Lie            | Lotto Dstny                | 125 pts                  |                          |
| 7.º                      | Wout van Aert            | Team Visma \| Lease a Bike | 114 pts                  |                          |
| 8.º                      | Pascal Ackermann         | Israel-Premier Tech        | 102 pts                  |                          |
| 9.º                      | Fernando Gaviria         | Movistar Team              | 100 pts                  |                          |
| 10.º                     | Tadej Pogačar            | UAE Team Emirates          | 96 pts                   |                          |

### Clasificación de la montaña(Maillot à Pois Rouges)
| Clasificación de la montaña | Clasificación de la montaña | Clasificación de la montaña | Clasificación de la montaña | Clasificación de la montaña |
| Ciclista                    | Ciclista                    | Equipo                      | Puntos                      |                             |
| --------------------------- | --------------------------- | --------------------------- | --------------------------- | --------------------------- |
| 1.º                         | Tadej Pogačar               | UAE Team Emirates           | 36 pts                      |                             |
| 2.º                         | Jonas Abrahamsen            | Uno-X Mobility              | 36 pts                      |                             |
| 3.º                         | Jonas Vingegaard            | Team Visma \| Lease a Bike  | 28 pts                      |                             |
| 4.º                         | Remco Evenepoel             | Soudal Quick-Step           | 18 pts                      |                             |
| 5.º                         | Valentin Madouas            | Groupama-FDJ                | 16 pts                      |                             |
| 6.º                         | Carlos Rodríguez            | Ineos Grenadiers            | 12 pts                      |                             |
| 7.º                         | Stephen Williams            | Israel-Premier Tech         | 10 pts                      |                             |
| 8.º                         | Frank van den Broek         | Team dsm-firmenich PostNL   | 9 pts                       |                             |
| 9.º                         | João Almeida                | UAE Team Emirates           | 6 pts                       |                             |
| 10.º                        | Ben Healy                   | EF Education-EasyPost       | 5 pts                       |                             |

### Clasificación del mejor joven(Maillot Blanc)
| Clasificación del mejor joven | Clasificación del mejor joven | Clasificación del mejor joven | Clasificación del mejor joven | Clasificación del mejor joven |
| Ciclista                      | Ciclista                      | Equipo                        | Tiempo                        |                               |
| ----------------------------- | ----------------------------- | ----------------------------- | ----------------------------- | ----------------------------- |
| 1.º                           | Remco Evenepoel               | Soudal Quick-Step             | 52 h 42 min 04 s              |                               |
| 2.º                           | Carlos Rodríguez              | Ineos Grenadiers              | + 3 min 34 s                  |                               |
| 3.º                           | Matteo Jorgenson              | Team Visma \| Lease a Bike    | + 7 min 50 s                  |                               |
| 4.º                           | Santiago Buitrago             | Bahrain Victorious            | + 8 min 35 s                  |                               |
| 5.º                           | Ben Healy                     | EF Education-EasyPost         | + 11 min 02 s                 |                               |
| 6.º                           | Javier Romo                   | Movistar Team                 | + 14 min 35 s                 |                               |
| 7.º                           | Ilan Van Wilder               | Soudal Quick-Step             | + 32 min 10 s                 |                               |
| 8.º                           | Thomas Pidcock                | Ineos Grenadiers              | + 54 min 29 s                 |                               |
| 9.º                           | Frank van den Broek           | Team dsm-firmenich PostNL     | + 1 h 03 min 45 s             |                               |
| 10.º                          | Romain Grégoire               | Groupama-FDJ                  | + 1 h 04 min 26 s             |                               |

### Clasificación por equipos(Classement par Équipe)
| Clasificación por equipos | Clasificación por equipos  | Clasificación por equipos | Clasificación por equipos |
| Equipo                    | Equipo                     | Tiempo                    |                           |
| ------------------------- | -------------------------- | ------------------------- | ------------------------- |
| 1.º                       | UAE Team Emirates          | 158 h 12 min 09 s         |                           |
| 2.º                       | Soudal Quick-Step          | + 21 min 03 s             |                           |
| 3.º                       | Ineos Grenadiers           | + 22 min 22 s             |                           |
| 4.º                       | Team Visma \| Lease a Bike | + 24 min 14 s             |                           |
| 5.º                       | Bahrain Victorious         | + 43 min 55 s             |                           |
| 6.º                       | Lidl-Trek                  | + 54 min 39 s             |                           |
| 7.º                       | Red Bull-Bora-Hansgrohe    | + 57 min 16 s             |                           |
| 8.º                       | Movistar Team              | + 1 h 00 min 32 s         |                           |
| 9.º                       | EF Education-EasyPost      | + 1 h 06 min 37 s         |                           |
| 10.º                      | Decathlon-AG2R La Mondiale | + 1 h 31 min 29 s         |                           |

## Abandonos
- Primož Roglič (Red Bull-BORA-hansgrohe) no tomó la salida de la etapa como consecuencia de las heridas sufridas en una caída la jornada anterior.[3]
- Jesús Herrada (Cofidis) no tomó la salida de la etapa tras varios días enfermo.[4]
- Juan Ayuso (UAE Team Emirates) abandonó aquejado de COVID.[5]